# Tom Overtoom
Thomas (Tom) Overtoom (Amsterdam, 20 november 1990) is een Nederlandse voetballer die bij voorkeur als middenvelder speelt.

## Clubcarrière

### Ajax
Overtoom begon in 1997 met voetballen bij SV De Meer, waarna hij in 1998 naar SV Diemen ging. Via de scouting van Ajax kwam hij in 1999 bij de E2. Hij doorliep de hele jeugdopleiding en op 18 februari 2009 tekende hij een contract bij de Amsterdamse club. In de jeugd werd hij meerdere malen uitverkozen tot beste speler, zoals op het jeugd-WK in Frankrijk in 2002. In juli 2009 werd Overtoom verhuurd aan Haarlem, op dat moment actief in de Eerste divisie. Bij Haarlem speelde Overtoom 13 wedstrijden in het eerste team. Op 22 januari 2010 keerde hij, op eigen verzoek terug naar Ajax (nog voor het faillissement van Haarlem). Overtoom zat eind januari 2011 in de wedstrijdselectie voor de uitwedstrijd tegen NAC Breda. Hij had voor het seizoen 2010/2011 rugnummer 52 toegewezen gekregen. Overtoom werd echter slechts eenmaal in de wedstrijdselectie van het eerste elftal opgenomen en kwam destijds niet in actie. In 2011 besloot Ajax om zijn aflopende contract niet te verlengen en vertrok hij transfervrij.

### Sparta Rotterdam
Op 21 juni 2011 tekende Overtoom een tweejarig contract bij Sparta Rotterdam. Hij kwam in het seizoen 2011/2012 tot vijftien duels en trof daarin 2 keer het net. Na één seizoen Sparta besloot Overtoom zijn contract te laten ontbinden. 

### SC Veendam
Op 1 augustus 2012 tekende hij een 2-jarig contract bij SC Veendam. Door het faillissement van deze club, zou hij naar later bleek het laatste profdoelpunt maken in de clubgeschiedenis; dit in de wedstrijd tegen FC Oss die met 2-1 gewonnen werd. Overtoom werd bij Veendam nog wel uitgeroepen tot beste speler van het seizoen. Hierna hield hij zijn conditie op peil bij FC Groningen. Hierna stond Overtoom in de belangstelling van diverse binnenlandse en buitenlandse clubs.

### FC Volendam
In juni 2013 tekende hij een contract bij FC Volendam. In zijn eerste seizoen werd hij hier uitgeroepen tot speler van het jaar. In zijn tweede jaar bij de club kwam hij meer dan de helft minder aan spelen toe door een blessure. Hij werd op 1 juli 2015 clubloos, omdat hij zijn contract bij Volendam niet wilde verlengen.

### Excelsior
Overtoom tekende in juli 2015 een contract voor één jaar bij Excelsior , met een optie voor nog een seizoen. In januari 2016 werd hij verhuurd aan FC Emmen. 

### Almere City en N.E.C.
In juli 2016 tekende hij een contract voor twee jaar bij Almere City FC. Hij volgde zijn trainer Jack de Gier in de zomer van 2018 naar N.E.C., waar hij een contract tekende voor drie seizoenen. Op 17 augustus maakte hij tijdens de eerste speelronde zijn debuut voor N.E.C. in de thuiswedstrijd tegen SC Cambuur. Op 4 november maakte hij zijn eerste doelpunt voor N.E.C. in de met 3-1 gewonnen thuiswedstrijd tegen Jong AZ. Op 12 juni 2020 werd zijn nog een jaar doorlopende contract bij N.E.C. ontbonden.

### Telstar
Op 19 november 2020 sloot Overtoom op amateurbasis tot het einde van het seizoen aan bij Telstar waar hij al enkele weken meetrainde. In vijf seizoenen bij Telstar speelde Overtoom meer dan 110 wedstrijden voor de club. In zijn laatste seizoen promoveerde hij met de club, via de play-offs, naar de Eredivisie door over twee wedstrijden te winnen van Willem II.

## Clubstatistieken
| Seizoen                           | Club             | Competitie      | Competitie | Competitie | Beker | Beker | Overig | Overig | Totaal | Totaal |
| Seizoen                           | Club             | Competitie      | Wed.       | Dlp.       | Wed.  | Dlp.  | Wed.   | Dlp.   | Wed.   | Dlp.   |
| --------------------------------- | ---------------- | --------------- | ---------- | ---------- | ----- | ----- | ------ | ------ | ------ | ------ |
| 2009/10                           | Ajax             | Eredivisie      | 0          | 0          | 0     | 0     | 0      | 0      | 0      | 0      |
| 2009/10                           | → Haarlem        | Eerste divisie  | 12         | 0          | 2     | 0     | 0      | 0      | 14     | 0      |
| 2010/11                           | Ajax             | Eredivisie      | 0          | 0          | 0     | 0     | 0      | 0      | 0      | 0      |
| 2011/12                           | Sparta Rotterdam | Eerste divisie  | 15         | 2          | 2     | 0     | 0      | 0      | 17     | 2      |
| 2012/13                           | SC Veendam       | Eerste divisie  | 26         | 6          | 1     | 1     | 0      | 0      | 27     | 7      |
| 2013/14                           | FC Volendam      | Eerste divisie  | 37         | 7          | 1     | 0     | 0      | 0      | 38     | 7      |
| 2014/15                           | FC Volendam      | Eerste divisie  | 17         | 2          | 0     | 0     | 4      | 0      | 21     | 2      |
| 2015/16                           | Excelsior        | Eredivisie      | 2          | 0          | 2     | 0     | 0      | 0      | 4      | 0      |
| 2015/16                           | → FC Emmen       | Eerste divisie  | 9          | 0          | 0     | 0     | 2      | 0      | 11     | 0      |
| 2016/17                           | Almere City      | Eerste divisie  | 28         | 5          | 2     | 0     | 0      | 0      | 30     | 5      |
| 2017/18                           | Almere City      | Eerste divisie  | 22         | 6          | 0     | 0     | 5      | 0      | 27     | 6      |
| 2018/19                           | N.E.C.           | Eerste divisie  | 25         | 1          | 2     | 0     | 0      | 0      | 27     | 1      |
| 2019/20                           | N.E.C.           | Eerste divisie  | 5          | 0          | 1     | 0     | 0      | 0      | 6      | 0      |
| 2020/21                           | Telstar          | Eerste divisie  | 13         | 0          | 0     | 0     | 0      | 0      | 13     | 0      |
| 2021/22                           | Telstar          | Eerste divisie  | 27         | 0          | 1     | 1     | 0      | 0      | 28     | 1      |
| 2022/23                           | Telstar          | Eerste divisie  | 31         | 3          | 1     | 0     | 0      | 0      | 32     | 3      |
| 2023/24                           | Telstar          | Eerste divisie  | 25         | 1          | 1     | 0     | 0      | 0      | 26     | 1      |
| 2024/25                           | Telstar          | Eerste divisie  | 12         | 1          | 1     | 0     | 4      | 0      | 17     | 1      |
| Carrière totaal                   | Carrière totaal  | Carrière totaal | 306        | 34         | 17    | 2     | 15     | 0      | 338    | 36     |
| Bijgewerkt tot en met 2 juni 2025 |                  |                 |            |            |       |       |        |        |        |        |